# Азорское землетрясение (1980)
Азорское землетрясение 1980 года (порт. Sismo dos Açores de 1980) произошло 1 января.
Азорские острова имеют вулканическое происхождения, они расположены в тектонической зоне вдоль Срединно-Атлантического хребта, на границах Евразийской, Американской и Африканской плит, образуя свою собственную микроплиту. Землетрясения на архипелаге являются результатом движения вдоль сдвигового разлома, простирающегося с северо-запада на юго-восток.
Толчок был зафиксирован в 15:42 по местному времени (UTC−1:00). Эпицентр находился на глубине 8-10 км в океане, между островами Терсейра, Сан-Жоржи и Грасиоза в 50 км к западу от Ангра-ду-Эроишму. Магнитуда землетрясения по разным источникам составляла от 6,9 до 7,2. Землетрясение вызвало небольшое цунами.
11 секунд сильных толчков было достаточно, чтобы разрушить многие старые здания, некоторые из которых были построены в XVII веке, включая исторические памятники, наиболее известные из которых — Собор Ангры и Монастырь Святого Франциска с музеем. Большинство азорских домов традиционно построены из сложенных камней, скреплённых строительным раствором. Оштукатуренные стены хорошо защищают от сильных ветров и циклонов, свойственных архипелагу, не смогли спасти от сильного землетрясения.
Значительный ущерб был нанесён трём ближайшим к эпицентру островам — Терсейра, Сан-Жоржи и Грасиоза, но на Терсейре был наиболее значителен. В муниципалитете Ангра-ду-Эроишму было разрушено 3957 домов, в Прая-да-Витория — 765 домов. В деревне Дозе-Рибейраш было разрушено 334 дома, это 99 % от общего количества. Незначительные повреждения получили некоторые здания на более отдалённых островах Фаял и Пику.
После землетрясения было проведено исследование. Тип разлома, ответственного за эти толчки, был похож на тип предыдущих землетрясений в районе Азорских островов. Было определено, что вулканизм Азорских островов зависит от сейсмического движения.